# Aioi
Aioi (相生市 -shi) é uma cidade japonesa localizada na província de Hyogo.
Em 2003 a cidade tinha uma população estimada em 33 381 habitantes e uma densidade populacional de 369,14 h/km². Tem uma área total de 90,43 km².
Recebeu o estatuto de cidade a 1 de Outubro de 1942.